# Andrena serraticornis
Andrena serraticornis är en biart som beskrevs av Warncke 1965. Andrena serraticornis ingår i släktet sandbin, och familjen grävbin. Inga underarter finns listade i Catalogue of Life.